# The Lovely Bones (filme)
The Lovely Bones (bra: Um Olhar do Paraíso; prt: Visto do Céu) é um filme neozelando-britano-estadunidense de 2009, dos gêneros Drama, suspense e fantasia, dirigido por Peter Jackson, com roteiro dele, Fran Walsh e Philippa Boyens baseado no romance The Lovely Bones, de Alice Sebold, publicado em 2002.

## Prêmios e indicações
| Prêmio             | Categoria               | Recipiente    | Resultado |
| ------------------ | ----------------------- | ------------- | --------- |
| Oscar 2010         | Melhor ator coadjuvante | Stanley Tucci | Indicado  |
| Globo de Ouro 2010 | Melhor ator coadjuvante | Stanley Tucci | Indicado  |

## Sinopse
Em 6 de dezembro de 1973, Susie Salmon é assassinada por seu vizinho, George Harvey, um assassino em série de garotas e mulheres. Um ano após a morte de Susie, sua irmã e seu pai começam a desconfiar do vizinho e a procurar provas para incriminá-lo.

## Elenco
- Saoirse Ronan — Susie Salmon
- Rachel Weisz — Abigail Salmon, mãe de Susie
- Mark Wahlberg — Jack Salmon, pai de Susie
- Stanley Tucci — George Harvey, assassino de Susie
- Amanda Michalka — Clarissa, a melhor amiga de Susie
- Susan Sarandon — Lynn, avó de Susie
- Michael Imperioli — detetive Len Fenerman
- Charlie Saxton — Ronald Drake
- Rose McIver — Lindsey Salmon, irmã de Susie
- Christian Thomas Ashdale — Buckley Salmon, irmão de Susie
- Reece Ritchie — Ray Singh, o garoto apaixonado por Susie
- Carolyn Dando — Ruth Connors, menina que vê Susie
- Nikki SooHoo — Holly Colightly, menina no limbo
- Jake Abel — Brian Nelson, namorado de Clarissa

## Produção

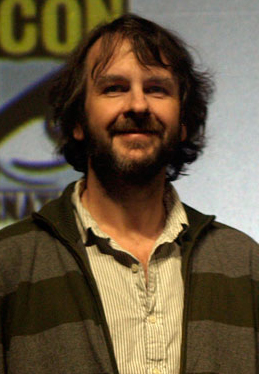
Jackson em San Diego Comic-Con International de 2009. No festival, Jackson discutiu The Lovely Bones e foi exibido um clipe dele.

Em maio de 2000, Film4 Productions adquiriu os direitos de adaptação para fazer o filme do romance de Alice Sebold, The Lovely Bones, quando era um manuscrito de meia escrita. Produtor Aimee Peyronnet tinha procurado atrair o interesse do estúdio para o manuscrito, e um insider foi informado ao vice-chefe da produção da Film4, Jim Wilson, do projeto. A empresa ligada a Luc Besso e companhia de produção de Peyronnet Seaside para o projeto, dois anos antes o lançamento do romance. Em fevereiro de 2001, Lynne Ramsay foi contratado para dirigir e escrever a adaptação cinematográfica do romance. Em julho de 2002, Channel 4 se desligou da Film4, fazendo com que estúdios e produtores de Hollywood foram buscar aquisição dos direitos de filme do livro The Lovely Bones, que tinha passado várias semanas no topo da lista do New York Times, The New York Times Best Seller list. A adaptação para o cinema, que havia sido estimada em um orçamento de US$15 milhões, ficou com o Channel 4 em sua unidade de filme recém-desenvolvido, com Ramsay ainda contratado para escrever e dirigir. Em outubro de 2002, Ramsay estava escrevendo o roteiro com o colega roteirista Liana Dognini, com filmagens previstas para o verão de 2003. Autora Alice Sebold foi convidada pelos produtores para fornecer dados sobre o projeto.
Ramsay, que havia lido o romance em manuscrito antes de sua publicação, em 2012, disse que sua adaptação significativamente partiram. As cenas com Susie no céu teria sido retratado apenas como a imaginação de seu pai. Ele teria se tornado amigo de Mr. Harvey, nunca suspeitando-o de ter matado sua filha. "Eu realmente não gosto do My Little Pony, Ela, no céu, tudo ok no aspecto", disse ao New York Times em 2012.
Em julho de 2003, o estúdio DreamWorks negociou um primeiro olhar no negócio com o produtor Peyronnet, após o co-fundador da DreamWorks, Steven Spielberg manifestar interesse no projeto. DreamWorks não adquiriu os direitos para o romance, e Ramsay foi eventualmente separada do projeto como, diz ela, FilmFour queria uma versão mais fiel ao romance. Em abril de 2004, os produtores de Peter Jackson, Fran Walsh e Philippa Boyens entraram em negociações para desenvolver o projeto. Jackson descreveu o livro como "uma história maravilhosamente emocional e poderosa. Como tudo de melhor fantasia, que tem uma base sólida no mundo real". Em janeiro de 2005, Jackson e Walsh planejavam comprar de forma independente os direitos do filme e buscar financiamento um estúdio depois que teve um roteiro foi desenvolvido. Os produtores procuraram para iniciar a adaptação de um roteiro de especulação para The Lovely Bones em Janeiro de 2006, com o objetivo de completar o roteiro e estimativa de orçamento pelo mês de maio seguinte.
Jackson explicou que ele gostava do romance, porque ele achou "curioso otimista" e edificante por causa de senso de humor do narrador, acrescentando que havia uma diferença entre o seu tom e assunto. Ele se sentiu quie muito poucos filmes tratam com a perda de um ente querido. Jackson previu o elemento mais difícil no romance para se adaptar, era o retrato de Susie, a protagonista, em seu céu, e torná-lo "etéreo e emocional, mas não piegas ". Saoirse Ronan explicou que Jackson escolheu para retratar a vida após a morte como dependente de emoções de Susie. "Sempre que Susie se sente feliz, o céu está ensolarado e não há pássaros e tudo mais. Sempre que não é tão grande, que está chovendo ou ela está no meio de um oceano". Jackson descreveu a descrição do livro do "céu", como sendo um "Intermediário", em vez de um verdadeiro paraíso e disse que ele não estava tentando pintar um retrato definitivo do próprio céu. "[Q]uando Jackson criou o céu de Susie, num mundo em 1973, ele passou por arquivos da série de televisão The Partridge Family como referência".

"[I] basicamente [nosso] mais violência e sofrimento, [o público] queria muito mais violência [...] Eles não estavam satisfeitos [...] Nós temos um monte de gente dizendo que eles estavam decepcionados com esta cena de morte, pois queria ver [o personagem] em agonia e sofrer muito mais, tivemos que criar uma cena de morte sofrimento todo só para dar às pessoas a satisfação que eles precisavam. "

—Jackson a Reuters sobre a re-filmagem da cena da morte de Harvey, Novembro de 2009.
A proposta de 120 páginas do roteiro foi escrito em setembro de 2006. Em abril de 2007, com o roteiro completo por Jackson, Walsh e Boyens e Jackson com a intenção de dirigir, o grupo de produtores começaram a procurar um parceiro estúdio para financiar a adaptação cinematográfica. Além dos grandes estúdios, as pequenas empresas, incluindo a United Artists também foram contatados. New Line Cinema foi excluída das negociações por causa da disputa legal de Jackson com o estúdio sobre royalties de sua trilogia de O Senhor dos Anéis. Jackson buscou um orçamento inicial de $65 milhões de dólares para The Lovely Bones, também solicitando dos estúdios que tipo de compromissos promocionais e sugestões que faria para a adaptação cinematográfica.
Em maio, quatro estúdios ficaram interessados no projeto: DreamWorks, Warner Bros., Sony e Universal. The Lovely Bones foi vendida para a DreamWorks por US$ 70 milhões. Paramount Pictures recebeu os direitos para distribuir o filme em todo o mundo. A produção começou em outubro de 2007, no estado da Pensilvânia e Nova Zelândia, EUA. Gravações em partes de Delaware, Chester e Montgomery distritos, incluindo Hatfield, Ridley Township, Phoenixville, Royersford, Malvern e Leste Fallowfield, durou algumas semanas, e a maioria do tiro do estúdio foi feito na Nova Zelândia.
Em dezembro de 2008, Brian Eno assinou contrato para compor a pontuação do filme. Fran Walsh, um grande fã de seu trabalho, sugeriu-lhe para Jackson. Jackson tinha chamado Eno para solicitar o uso de duas de suas primeiras faixas para evocar atmosfera para as cenas de 1970 no filme. Quando Eno perguntou se ele poderia compor a pontuação total, Jackson ficou surpreso, já que ele tinha ouvido falar Eno não gosta de trabalhar em filmes. Para o final do filme, Eno revelou uma demo que ele tinha feito em 1973 e se reuniu com o vocalista para criar uma versão própria para o filme, comentando: "Essa música de 1973 foi finalmente concluída em 2008!" Em novembro de 2009, Jackson afirmou que ele re-gravou novas imagens da cena da morte de Harvey após as audiências de teste disseram que não era violento o suficiente e queria "ver mais dor de Harvey". Jackson disse que era importante para ele que o filme receber uma classificação PG-13 (Orientação Paterna para menores de 13 anos) da Motion Picture Association of America para que o filme poderia apelar para o público mais amplo possível, apesar da natureza necessariamente violenta de algumas cenas.

## Lançamento
Jackson e seus parceiros produtores adquiriram os direitos de forma independente e desenvolveu um roteiro por conta própria, depois, vendê-lo para a DreamWorks. fotografia principal começou em outubro de 2007, na Nova Zelândia e Pensilvânia, Estados Unidos. Depois DreamWorks deixou o projeto, Paramount se tornou distribuidor exclusivo do filme. O trailer do filme foi lançado em 4 de agosto de 2009, e clipes do filme foram mostrados em julho de 2009.
The Lovely Bones foi lançado pela primeira vez em 26 de dezembro de 2009, em Nova Zelândia, e, em seguida, internacionalmente, em janeiro de 2010. A data de lançamento do filme norte-americano foi alterada várias vezes, com um lançamento limitado no dia 11 de dezembro de 2009, e uma versão mais completa em 15 de janeiro de 2010. Em 28 de fevereiro de 2010 , The Lovely Bones tinha arrecadado mais de US$ 44 milhões na América do Norte.